# Mokgweetsi Masisi
Mokgweetsi Masisi, né le 21 juillet 1962, est un enseignant et un homme d'État botswanais, membre du Parti démocratique du Botswana (BDP). Il est vice-président de la république de 2014 à 2018 puis président de la république de 2018 à 2024.

## Biographie

### Études et carrière d'acteur
Fils de l'homme politique et diplomate Edison Masisi, Mokgweetsi Masisi grandit à Gaborone, fréquentant les écoles primaires Thornhill et Maru A Pula. À l'école, il participe à des compétitions de football et de tennis, mais il trouve finalement que le théâtre est sa vocation. En 1984, il est salué pour son interprétation du rôle principal dans une adaptation de Cry, the Beloved Country à Gaborone et est félicité par Alan Paton, auteur de l'œuvre, pour sa performance. Au cours des années 1980, il joue dans de nombreuses productions théâtrales et tient également des rôles dans des films de série B sud-africains.
Dans les années 1980, après avoir obtenu son diplôme en anglais et en histoire à l'université du Botswana, Masisi exerce comme professeur de sciences sociales dans le secondaire. Il enseigne à partir de 1984 dans l’école secondaire de Mmanaana du village de Moshupa, puis en 1987 à l’université du Botswana en tant que spécialiste du développement des programmes d'enseignement. En 1989, il rejoint l'université d'État de Floride où il obtient une maîtrise en éducation, à la suite de laquelle il est employé par l'UNICEF au Botswana.
En 2002, Masisi épouse Neo Maswabi, une comptable qui travaille ensuite pour les Nations unies à New York et Addis-Abeba. Ils ont une fille.

### Ascension politique
Mokgweetsi Masisi tente en vain de se faire désigner candidat du Parti démocratique du Botswana (BDP) dans la circonscription de Moshupa aux élections générales de 2004. Il obtient finalement l'investiture du BDP au même siège pour les élections suivantes en 2009 et remporte le siège de député aux élections. Il est nommé ministre adjoint aux Affaires présidentielles et à l'administration publique en octobre 2009, avant d'être promu ministre des Affaires présidentielles et de l'Administration publique en janvier 2011.

### Vice-président de la République
Nommé vice-président du Botswana par Ian Khama le 12 novembre 2014, Mokgweetsi Masisi est également ministre de l'Éducation. Le 1er avril 2018, après la démission de Ian Khama, il devient le cinquième président de la République.
Son gouvernement procède à la légalisation de la chasse aux animaux sauvages, notamment les éléphants, interdite depuis 2014. La décision, qui provoque un tollé, est justifiée par le gouvernement en raison de l'augmentation des effectifs d'animaux dans le pays et du danger qu'ils représentent pour les agriculteurs. La chasse, menée selon le gouvernement « de manière ordonnée et éthique » ne concerne pas les animaux en danger. Un quota de 400 éléphants abattus par an est mis en place, la population totale de ces animaux dans le pays étant estimée à environ 140 000 individus,.

### Président de la République
Malgré un scrutin jugé très serré, Mokgweetsi Masisi remporte les élections législatives d'octobre 2019. À la tête d'un pays à l'économie en forte croissance mais parmi les plus inégalitaires au monde, très dépendante du secteur diamantifère et grevée par un taux de chômage de 18 %, Masisi est notamment reconnu pour ses mesures de lutte contre la corruption et de soutien aux petites entreprises.
Le Parti démocratique du Botswana, au pouvoir depuis l'indépendance en 1966, perd les élections de 2024 pour la première fois, permettant la première alternance démocratique de l'histoire du Botswana. Duma Boko, candidat de l'opposition réunie dans la Coalition pour un changement démocratique, succède à Mokgweetsi Masisi le 1er novembre 2024.